# Carl Schuhmann

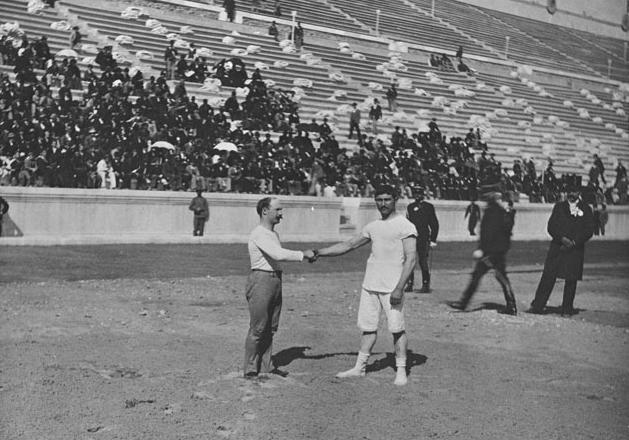
Schuhmann voor de olympische worstelfinale van 1896.

Carl Schuhmann (Münster, 12 mei 1869 - Berlijn, 24 maart 1946) was een Duits sporter. Hij deed aan atletiek, turnen, gewichtheffen en worstelen. Hij nam eenmaal deel aan de Olympische Spelen en won bij die gelegenheid vier Olympische titels.

## Loopbaan
In 1896 kwam Schuhmann op 26-jarige leeftijd uit op de Olympische Spelen van 1896 in Athene, Griekenland. Hij deed mee aan worstelen, gewichtheffen, atletiek en turnen. Met het Duitse turnteam won hij een gouden medaille bij de brug en de rekstok. Individueel won hij de sprong. Ook nam hij deel aan de horizontale bar, de parallelbaren, het paard met bogen en de ringen, maar zonder succes. Bij het worstelen versloeg hij eerst de Brit Launceston Elliot in de kwartfinale. Daarna kreeg hij een Bye in de halve finale en in de finale versloeg hij de Griek Georgios Tsitas. Met vier Olympische titels medailles was hij de succesvolste sporter op de Spelen van 1896. Bij gewichtheffen en atletiek (verspringen, kogelstoten en hink-stap-springen) behaalde hij geen medaille.
Schuhmann was lid van de Berliner Turnerschaft

## Palmares

### Atletiek

#### verspringen
- 1896: 6e OS - 5,70 m[1]

#### hink-stap-springen
- 1896: 7e t/m 10e OS - prest. onbekend

### Gewichtheffen
- 1896: 4e OS - 90,0 kg

### Turnen

#### brug
- 1896:  OS - met het Duitse team

#### rekstok
- 1896:  OS - met het Duitse team

#### sprong
- 1896:  OS

### Worstelen
- 1896:  OS - 2 overwinningen

1896: Carl Schuhmann ·
1904: Anton Heida, George Eyser ·
1924: Frank Kriz ·
1928: Eugen Mack ·
1932: Savino Guglielmetti ·
1936: Alfred Schwarzmann ·
1948: Paavo Aaltonen ·
1952: Viktor Tsjoekarin ·
1956: Helmut Bantz, Valentin Moeratov ·
1960: Takashi Ono, Boris Sjachlin ·
1964: Haruhiro Yamashita ·
1968: Mikhail Voronin ·
1972: Klaus Köste ·
1976: Nikolaj Andrianov ·
1980: Nikolaj Andrianov ·
1984: Lou Yun ·
1988: Lou Yun ·
1992: Vitali Tsjerbo ·
1996: Aleksej Nemov ·
2000: Gervasio Deferr ·
2004: Gervasio Deferr ·
2008: Leszek Blanik ·
2012: Yang Hak-seon ·
2016: Ri Se-gwang ·
2020: Shin Jea-hwan ·
2024: Carlos Yulo
1896: Carl Schuhmann ·
1908: Richárd Weisz ·
1912: Yrjö Saarela ·
1920: Adolf Lindfors ·
1924: Henri Deglane ·
1928: Rudolf Svensson ·
1932: Carl Westergren ·
1936: Kristjan Palusalu ·
1948: Ahmet Kireççi ·
1952: Johannes Kotkas ·
1956: Anatoli Parfenov ·
1960: Ivan Bogdan ·
1964: István Kozma ·
1968: István Kozma ·
1972: Nicolae Martinescu ·
1976: Nikolai Balbosjin ·
1980: Georgi Raikov ·
1984: Vasile Andrei ·
1988: Andrzej Wroński ·
1992: Hector Milián Pérez ·
1996: Andrzej Wroński ·
2000: Mikael Ljungberg ·
2004: Karam Gaber ·
2008: Aslanbek Khustov ·
2012: Ghasem Rezaei ·
2016: Artoer Aleksanjan ·
2020: Moesa Jevlojev ·
2024: Mohammad Hadi Saravi